# Chesterfield (New York)
Pour les articles homonymes, voir Chesterfield (homonymie).
Chesterfield est une municipalité (town) américaine de l'État de New York, située dans le comté d'Essex.

## Géographie
La municipalité s'étend sur 272,91 km2 dans le parc Adirondack, à l'extrémité nord-est du comté d'Essex et est bordée par la rivière Au Sable au nord et le lac Champlain à l'est, à la frontière de l'État du Vermont,. Elle comprend Keeseville, dont une partie est située à Au Sable dans le comté de Clinton, ainsi que les localités de Port Douglas et Port Kent.
|       | Au Sable     | Colchester (Vermont)       |
| Jay   | Chesterfield | Lac Champlain              |
| Lewis | Willsboro    | South Burlington (Vermont) |

## Histoire
Chesterfield est fondée en 1802 et son nom proviendrait de celui d'une localité de Nouvelle-Angleterre dont seraient originaires les premiers habitants.

## Politique et administration
La municipalité est administrée par un superviseur et un conseil de quatre membres élus pour deux ans.